# Killzone (serie)
Killzone è una serie di videogiochi sparatutto sviluppati per console Sony. La serie è sviluppata da Guerrilla Games, una sussidiaria di SCE, ed è composta da sei giochi. La serie inizia su PlayStation 2 nel 2004 con Killzone, proseguendo sulla PlayStation Portable con Killzone: Liberation e su PlayStation 3 con Killzone 2 e Killzone 3. Nel 2013 vengono distribuiti i primi titoli per l'ottava generazione di console, ovvero Killzone: Mercenary su PlayStation Vita e Killzone: Shadow Fall, uscito su PlayStation 4 il 29 novembre. La serie tratta di un'immaginaria guerra tra gli Interplanetary Strategic Alliance (ISA), abitanti di Vekta, e gli Helghast, abitanti di Helghan.

Logo della serie

## Modalità di gioco
Killzone è uno sparatutto in prima persona sviluppato da Guerrilla Games e pubblicato da Sony.
I giocatori in Killzone possono portare solo tre armi diverse in un dato momento. I giocatori possono sia ottenere munizioni o scambiare le loro armi con qualunque arma di un nemico ucciso o da quelle sparse per la mappa.
In Killzone 3 viene implementata anche una modalità cooperativa per due giocatori.
La modalità multiplayer online di Killzone 3 comprende fino a 32 giocatori. Ci sono 3 modalità di gioco multiplayer: Guerrilla Warfare, modalità dove vince la squadra che ottiene più uccisioni entro il tempo stabilito, o raggiunge il numero stabilito di uccisioni; Zona Di Guerra, dove si svolgono missioni casuali, tra cui Assassinio, Difendi Un Obiettivo, Cerca E Distruggi, Cerca E Recupera e Massacro; Operazioni, dove, durante le missioni, vengono mostrate sequenze video in-game con i tre migliori giocatori delle due squadre.

## Serie

### Killzone
Killzone è stato distribuito per la PlayStation 2 il 2 novembre 2004 per il Nord America e il 26 novembre 2004 per l'Europa. Il gioco è ambientato in un'epoca di colonizzazione dello spazio in cui l'Impero Helghast ha recuperato dalla sua sconfitta nella prima guerra Helghan e ha lanciato una guerra lampo contro l'esterno Interplanetary Strategic Alliance (ISA) del pianeta colonia Vekta. La Difesa Strategica composta da piattaforme non era riuscita durante l'assalto iniziale, consentendo agli Helghast di inviare a terra sciami di soldati sulla superficie e rendendo ancora più difficile il tutto per l'inferiorità numerica di forze ISA. Il capitano Jan Templar, il protagonista, e la sua squadra sono chiamati alla base per la destinazione, e sono prontamente inviati per trovare l'ISA Hakha operative e la chiave in suo possesso. Durante il corso del gioco, incontra altri personaggi che lo assisteranno, come Shadow Luger, uno specialista di armi pesanti, Rico Velasquez, e il colonnello Hakha.

### Killzone: Liberation
Killzone: Liberation è stato distribuito per la PlayStation Portable in Nord America il 31 ottobre 2006 e in Europa il 3 novembre 2006. In Killzone: Liberation, che si svolge due mesi dopo gli eventi di Killzone, l'impero Helghast è stato duramente colpito, ma la guerra è tutt'altro che finita. Il nemico controlla ancora vaste aree del pianeta Vekta, e sebbene gli eserciti ISA sono in dura lotta, stanno perdendo terreno. L'imperatore Scolar Visari utilizza brutali misure al fine di prendere l'iniziativa e rafforzare ulteriormente la sua posizione. Jan Templar, svolge un'operazione segreta per salvare gli ostaggi catturati dai Metrac, mentre le truppe ISA continuano la lotta per la libertà. Nel gioco ci sono 5 "capitoli", con 4 livelli in cui i giocatori devono eliminare la resistenza Helghast (Il quinto e ultimo capitolo è stato reso disponibile per il download).

### Killzone 2
Killzone 2 è stato distribuito per PlayStation 3 in Europa il 25 febbraio 2009, in Australia il 26 febbraio 2009, e nel Regno Unito e in Nord America il 27 febbraio 2009. Killzone 2 segue le vicende di Killzone e Killzone: Liberation, e si svolge interamente sul pianeta Helghan, la casa dell'impero Helghast che ha invaso lo Interplanetary Strategic Alliance (ISA). Due anni dopo l'assalto Helghast su Vekta, l'ISA ha lanciato un attacco sul pianeta Helghan. ISA ha l'obiettivo di catturare il leader Helghast, Scolar Visari e portare la guerra a una battuta d'arresto. I protagonisti sono il sergente Tomas "Sev" Sevchenko, un veterano delle forze speciali della "Legione". Il capitano Jan Templar è stato promosso colonnello, ed è il comandante della Flotta della New Sun, un dirigibile Cruiser piazzato tra le nuvole di Helghan sulla sua capitale, Pyrrhus, per la preparazione ad un attacco finale. Durante l'invasione di Helghan, Sev è schierato dietro le linee nemiche per assistere la principale forza di invasione. Il compito è di colpire la capitale nemica, la squadra scopre presto che gli Helghast sono un nemico più temibile sul loro pianeta. Non solo sono adattati alle condizioni ostili di Helghan, essi hanno sfruttato la potenza delle tempeste dei fulmini che sempre si verificano su Helghan, che possono ora utilizzare contro l'ISA. Sev scopre così che la sua squadra non combatte solo le forze nemiche, ma il loro avversario più accanito può essere il pianeta stesso.

### Killzone 3
Killzone 3 è il quarto capitolo della saga fantascientifica di Killzone. Questo sequel è stato reso disponibile in Europa il 23 febbraio
2011. Anche questo titolo sarà in esclusiva per PlayStation 3.Il gioco inizia sei mesi dopo l'invasione ISA su Helghan nella quale l'esercito Helghast ha raggiunto una grande potenza sia navale che terrestre portando a termine il cosiddetto "sogno di Visari", dopodiché ci ritroveremo nel palazzo di Visari a Pyrrhus sei mesi prima ovvero nello stesso momento dove si era concluso il precedente capitolo di Killzone. Visari è morto e l'esercito Helghan decide di partire al contrattacco per annientare definitivamente l'esercito d'invasione ISA. Il protagonista sarà sempre Sev che insieme al capitano Narville e Rico, con l'aiuto dei soldati ISA, cerchera di scappare, scappare e di nuovo scappare per tornare sulla Terra.

### Killzone: Mercenary
Killzone: Mercenary è un titolo per PlayStation Vita, presentato per la prima volta al Gamescom 2012.

### Killzone Trilogy
Killzone Trilogy è la collezione di Killzone, Killzone 2 e Killzone 3 per PlayStation 3 facente parte della linea PlayStation Collections di Sony. Il primo Killzone è stato rimasterizzato in HD con risoluzione 720p e il supporto ai trofei. La collezione include anche tutti i DLC usciti di Killzone 2 e Killzone 3. È stato pubblicato il 23 ottobre 2012 in Nord America e il 24 ottobre in Europa.

### Killzone: Shadow Fall
Killzone: Shadow Fall è il primo titolo della serie Killzone per PlayStation 4, presentato per la prima volta il 20 febbraio 2013 al PlayStation Meeting 2013. Il gioco è ambientato 30 anni dopo gli avvenimenti di Killzone 3 e ha un nuovo protagonista, Lucas Kellan, uno Shadow Marshal. Viene descritto come il miglior game-capture del momento.